# Бранислав Јоксовић
Бранислав Брана Јоксовић (Здравчићи, код Ужичке Пожеге, 1920 — Београд, 10. јул 1986), учесник Народноослободилачке борбе и генерал-пуковник ЈНА.

## Биографија
Рођен је 1920. године у Здравчићима, код Ужичке Пожеге (данас Пожега), у породици Миломира Јоксовића. Још као младић се прикључио омладинском револуционарном покрету и прихватио идеје комунизма. Након завршене основне школе и гимназије, уписао је Правни факултет Београдског универзитета. Као студент права на Београдском универзитету, Јоксовић је припадао редовима комунистичке омладине и студентског револуционарног покрета. У чланство Комунистичке партије Југославије (КПЈ) примљен је јуна 1941. године.
Учесник је Народноослободилачке борбе од 1941. године. Након формирања Друге пролетерске ударне бригаде, ступа као борац у њу и убрзо постаје политички комесар Друге чете Првог батаљона. Учествује у свим борбама које је бригада водила, укључујући и борбе током Пете непријатељске офанзиве. Од марта 1945. године до краја рата Јоксовић се налазио на месту политичког комесара Друге пролетерске ударне бригаде.

### Послератни период
После ослобођења Југославије, остао је у служби у Југословенској народној армији (ЈНА) и обављао високе дужности у Армији и Савезном секретаријату за народну одбрану (ССНО). Између осталог, био је заменик начелника Персоналне управе ССНО, док је у периоду од 1979. до 1980. године био на позицији начелника Управе безбедности ЈНА. Завршио је Вишу војну академију ЈНА. Био је биран за посланика Савезне скупштине СФРЈ. Пензионисан је у чину генерал-пуковника ЈНА, 1980. године.
Као члан делегације Друге пролетерске ударне бригаде, поводом двадесет година од формирања Бригаде, 3. марта 1962. године, у име делегације, тада генерал-мајор ЈНА Јоксовић је одржао поздравни говор Јосипу Брозу Титу.
На Осмом конгресу СКЈ, децембра 1964. године, изабран је за члана Контролне комисије СКЈ.
Преминуо је у Београду, 10. јула 1986. године. Сахрањен је у Алеји заслужних грађана на Новом гробљу у Београду.
Носилац је Партизанске споменице 1941. и других југословенских одликовања, међу којима су — Орден братства и јединства са златним венцем, Орден за војне заслуге са великом звездом, Орден заслуга за народ са сребрним зрацима, Орден народне армије са златном звездом, Орден за храброст, Орден партизанске звезде са пушкама и Орден народне армије са сребрном звездом.